# Şehzade Sultan
 (mars 2020).
Si vous disposez d'ouvrages ou d'articles de référence ou si vous connaissez des sites web de qualité traitant du thème abordé ici, merci de compléter l'article en donnant les références utiles à sa vérifiabilité et en les liant à la section « Notes et références ».
Pour les autres princes portant le même titre, voir Şehzade.
Şehzade Sultan ou Sultan Bey (en arabe : شاهزاده سلطان), né vers 1324 et mort vers 1362 à Bursa, il est le fils d'Orhan , le second sultan ottoman.